# Schellerpark
Het Schellerpark is een park in Zwolle. Het is vernoemd naar landgoed Schellerberg.
Het park is ruim op gezet met vergezichten. Zo kan men tot de bossen van de Veluwe kijken. Het park is 18,4 ha groot, met een trapveldje, een skatebaan en een schaatsroute.
Archenaultplantsoen · Azaleapark · Badhuiswal - Noordereiland · Broerenkerkplein · De Dobbe · Engelse Werk · Groen assenkruis Holtenbroek · Ittersumerpark · Van Nahuysplein · Nooterhof · Oldenelerpark · Park Aa-landen · Park Eekhout · Park Gerenbroek · Park Gerenlanden · Park Hogenkamp · Park Ittersumerlanden · Park de Wezenlanden · Ter Pelkwijkpark · Twistvlietpark · Potgietersingel · Prins Clauspark · Schellerpark · Stinspark · Oude Weteringzone · Wijkpark Berkum · Zwarte waterpark Holtenbroek · Zwarte waterpark Stadshagen